# Gayle Forman

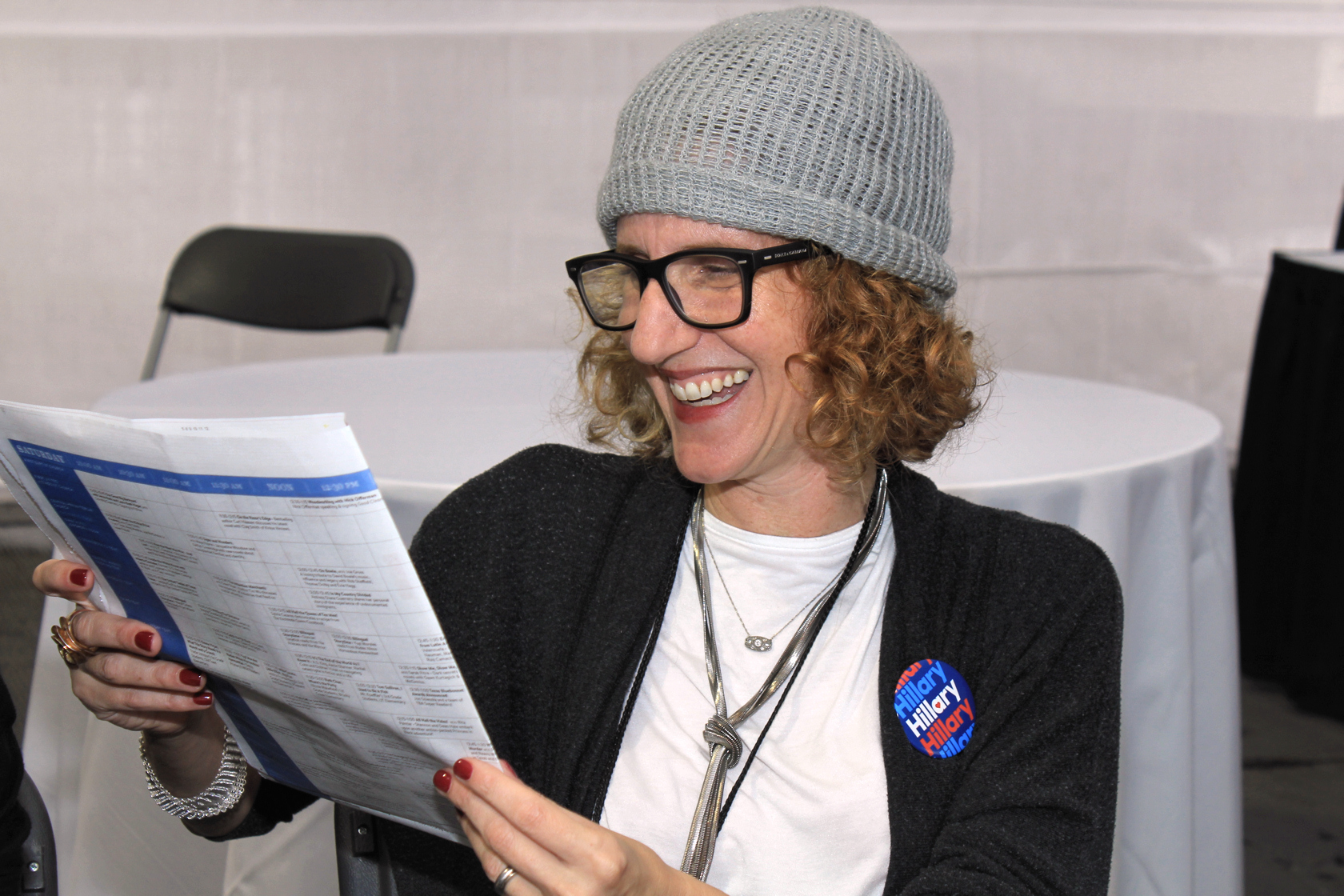
Gayle Forman auf dem Texas Book Festival 2016

Gayle Forman (* 5. Juni 1970 in Los Angeles) ist eine US-amerikanische Schriftstellerin.

## Leben
Gayle Forman studierte Journalismus an der University of Oregon. Sie arbeitete zunächst als Journalistin beim „Seventeen Magazine“ und war später auch für Cosmopolitan, Glamour, The Nation und Elle tätig.
2002 unternahm sie zusammen mit ihrem Ehemann eine Weltreise, welche die Basis zu ihrem ersten Buch „You Can't Get There from Here“ wurde.
Ihren ersten Roman „Sisters in Sanity“ veröffentlichte Forman 2007.
Ihr Buch „If I Stay“ wurde 2014 unter dem gleichen Titel verfilmt.
Sie lebt mit ihrem Mann und ihren Töchtern in Brooklyn, New York.

## Auszeichnungen
- “Best Books for Young Adults” der American Library Association 2010 für “If I Stay”[3]
- “Best Books for Young Adults” der American Library Association 2012 für “Where She Went”[4]

## Werke
- You Can't Get There from Here: A Year on the Fringes of a Shrinking World, Rodale Books, Emmaus, Pennsylvania 2005, ISBN 1-59486-037-8.
- Sisters in Sanity, HarperTeen, Emmaus, Pennsylvania 2007, ISBN 978-0-06-088747-6.
  - dt.: Zusammen wie Schwestern, Fischer, Frankfurt/M. 2019, ISBN 978-3-8414-2239-2.
- If I Stay, Dutton Books, 2009, ISBN 978-0-525-42103-0.
  - dt.: Wenn ich bleibe, Blanvalet Verlag, München 2010, ISBN 978-3-7645-0351-2.
- Where She Went, Dutton Books, 2011, ISBN 978-0-525-42294-5.
  - dt.: Lovesong, Blanvalet Verlag, München 2011, ISBN 978-3-7645-0402-1.
  - dt.: Nur diese eine Nacht (Neuveröffentlichung), Blanvalet Verlag, München 2014, ISBN 978-3-442-38405-1.
- Just One Day, Dutton Books, 2013, ISBN 978-0-525-42591-5.
  - dt.: Nur ein Tag, Fischer, Frankfurt/M. 2018, ISBN 978-3-596-19778-1.
- Just One Year, Dutton Books, 2013, ISBN 978-0-525-42592-2.
  - dt.: Und ein ganzes Jahr, Fischer, Frankfurt/M. 2018, ISBN 978-3-596-19779-8.
- Just One Night, (E-Book) Viking Children’s Books, 2014, ISBN 978-0-698-18489-3.
- I Was Here, Viking Books, 2015, ISBN 978-0-451-47147-5
  - dt.: Irgendwas von dir, Fischer, Frankfurt/M. 2018, ISBN 978-3-8414-2238-5.
- Leave Me, Simon + Schuster, 2017, ISBN 978-1-4711-5679-3.
  - dt.: Manchmal musst du einfach leben, Fischer, Frankfurt/M. 2018, ISBN 978-3-596-03660-8.
- Pour Your Heart Out, Penguin Books, 2018, ISBN 978-0-425-29046-0.
- I Have Lost My Way, Viking Books, 2018, ISBN 978-0-451-48084-2.

## Verfilmungen
Wenn ich bleibe (Original: If I Stay) 2014